# Vivarais
Pour l’écrivain dont ce fut un temps le pseudonyme, voir Pierre Bost.
Ne doit pas être confondu avec Monts du Vivarais.
Entités suivantes :
- Ardèche

Carte de l'ancienne province de Languedoc. Le Vivarais correspond à l'actuel département de l'Ardèche.

Le Vivarais (Vivarés en occitan) est une région historique du Sud-Est de la France, rattachée au territoire du Saint-Empire romain germanique elle passa progressivement et durablement au royaume de France à la fin du XIIIe et au début du XIVe siècle,.

## Situation
Le Vivarais s'étendait sur un territoire correspondant approximativement au département de l'Ardèche. Il incluait aussi quelques communes du Gard, de la Drôme, de la Lozère et de la Haute-Loire, très peu du Vaucluse. On distingue le Haut- et le Bas-Vivarais, c'est-à-dire le nord et le sud de cette province animée par les monts du Vivarais, qui appartiennent à la bordure orientale du Massif central, et baignée à l'est par le Rhône (rive droite).

## Histoire

### Période protohistorique
Le peuple gaulois des Helviens occupait la partie sud de l'actuel département de l'Ardèche. Leur capitale pourrait s'être trouvée à Jastres. Les sources antiques concernant ce peuple sont minces. Soumis en -121 par Rome, ils se révoltèrent en -77 en se joignant à la révolte de Sertorius en Espagne, mais Pompée les soumit rapidement et une partie de leur territoire fut cédée à Marseille. Dès lors, leurs élites vont se rallier à Rome. Lors de la Guerre des Gaules, ils conserveront leur fidélité à César, défendant la Narbonnaise, mais subissant des défaites contre leurs voisins Gabales du Gévaudan. Ils retrouvèrent peut-être leurs territoires perdus durant la guerre civile après la prise de Marseille par la flotte de César en 49.
Rome leur accorde le droit latin, l'élection de leur propre chef, la conservation de leurs libertés et de leurs droits.
Alba, ville située sur une voie romaine reliant la vallée du Rhône au Massif Central (cités des Vellaves et des Arvernes), est la capitale de leur cité sous l'Empire romain.
À l'époque de l'indépendance, les Segovellaunes, qui avaient probablement Soyons comme première capitale, occupaient sans doute au nord le pays compris entre l'Eyrieux et le Doux, comme le suggère l'ancien territoire du diocèse de Valence et comme l'affirme André Blanc. Les Allobroges (capitale Vienne) auraient possédé les territoires au-delà du Doux.

### Antiquité et haut Moyen Âge
Saint Janvier, vers les années 200, prêche en Helvie et fonde l'église d'Alba.
Peu à peu, l'Empire romain connaissant des difficultés, Alba est supplantée par Viviers qui devient siège épiscopal. Le pagus, correspondant aux limites de l'évêché, prend le nom de Vivariensis Pagus, soit le « pays de Viviers », le Vivarais.
En premier lieu le Vivarais conquis par les Burgondes vers 476. Viviers la capitale ne sera prise qu'en 507. La conquête franque de 534 amène le Royaume de Bourgogne.
Le Vivarais fut partie constitutive de la Francie médiane en 843 avant d'être intégré au royaume de Provence en 855. À la suite du traité de traité de Meerssen en 870, le Vivarais fut rattaché à la Francie occidentale et ce jusqu'au traité de Ribemont en 880.
En 924, le Bas-Vivarais (diocèse de Viviers) tombe aux mains des comtes de Toulouse. Le Haut-Vivarais dépend du diocèse de Vienne et le diocèse de Valence s'étend entre Doux et Eyrieux, où les comtes de Valentinois accroissent leur pouvoir.

### L'intégration au royaume de France
Le Vivarais fut brièvement intégré au royaume de France au Xe siècle. En 931 Charles-Constantin de Vienne prêta hommage à Raoul pour le comté de Vienne qui comprenait alors cette région. Elle revint au royaume d'Arles dès juin 935, à la suite de négociations entamées entre Raoul et Rodolphe II de Bourgogne. Le tout intégra le Saint-Empire romain germanique en 1032.
Au tournant des XIIIe et XIVe siècles le Vivarais n'était pas un territoire temporellement unifié. La pointe Nord appartenait au Dauphin de Viennois mais relevait de l'Eglise de Lyon par hommage rendu. Le reste du Haut-Vivarais au comté de Valentinois et du Diois. Le Bas-Vivarais à l'épiscopat de Viviers. Tous ces territoires appartennaient au Saint-Empire romain germanique, à l'exception d'une étroite entité seigneuriale, celle de Tournon partie du Haut-Vivarais, qui intègra le royaume de France sous Philippe II Auguste en 1188.
En 1271, Philippe III le Hardi hérite des terres Vivaroises du comte de Toulouse, mort sans héritier et qui relèvent en droit du Saint-Empire romain germanique. Le roi de France revendique toutefois ces territoires comme partie intégrante du royaume et non les tenir en terre d'Empire. Le comte Aymar IV rendit hommage au roi de France pour ses terres situées sur la rive droite du Rhône entre le 30 juin et le 3 juillet 1280. Le Haut-Vivarais fut alors pleinement incorporé au royaume, à l'exception de sa pointe Nord.
En 1308 sous le règne de Philippe IV le Bel, le Bas-Vivarais tenu temporellement par les évêques de Viviers, est à son tour pleinement intégré au royaume. La pointe Nord du Vivarais sera elle intégrée en 1312 puisque partie constitutive du comté de Lyon. Cette pointe Nord était détenue par les Dauphins de Viennois mais dissociée de la principauté Delphinale. Ceux-ci rendent en effet hommage depuis 1230 pour les terres d'Annonay et d'Argental à l'Eglise de Lyon qui, en plus du pouvoir spirituel, détient le pouvoir temporel. Cet hommage à l'Eglise de Lyon avait été initié par André Dauphin de Bourgogne et poursuivi par ses successeurs, notamment Guigues VIII de Viennois en 1319 et le Dauphin Charles en 1349.
Sous Charles V, tout le pays est administré par un bailli royal du Vivarais et du Valentinois. Les évêques de Viviers restent (plus simplement) comte de Viviers, baron de Largentière et prince de Donzère.

### Les états particuliers du Vivarais
Le Vivarais est rattaché à la province de Languedoc, et ne connaît pas d'unité, divisé en trois diocèses (Viviers, Vienne et Valence), son territoire est dominé par les nombreuses abbayes vellaves (Saint-Chaffre, la Chaise-Dieu) ou drômoises (Saint-Barnard), sans compter les lignages seigneuriaux (Montlaur, Crussol, Poitiers-Valentinois).
Sans véritable unité, cet espace connaît un parlement régional unique en France, les états Particuliers du Vivarais, composés de la noblesse, avec ses barons (représentés par leurs baillis), et du tiers état, avec ses consuls-députés, mais sans représentation du clergé qui n'y siège qu'en fonction des baronnies qu'il possède :
- baron de l'évêché de Viviers (au titre de Largentière) ;
- baron des autres diocèses (Pradelles et Lagorde) ;
- 12 barons de tour[7] du Vivarais (Crussol, Montlaur, La Voulte, Tournon, Largentière, Boulogne, Joyeuse, Chalencon et La Tourrette, Saint-Remèze, Annonay, Aubenas, et Vogüé) ;
- consuls ou députés (13 villes et communautés).

Présidés par le baron de tour ayant assisté aux États Généraux du Languedoc, ils sont convoqués au gré de celui-ci, et où bon lui semble (le plus souvent en son château), avec les deux commissaires ordinaires, le Sénéchal du Vivarais et le Consul de Viviers. La particularité des États du Vivarais était que le représentant du Roi signait les registres des États après le baron de tour.
Le blason ancien du Vivarais, repris par le département de l'Ardèche, est un blason de France ancien affecté d'une brisure : une bordure d'or. Cette bordure porte huit écussons d'azur qui représentent les villes de tour. Ces huit villes envoyaient à tour de rôle un député (appelé consul de tour) aux États du Languedoc ; ce sont :
1. Tournon-sur-Rhône ;
2. Viviers ;
3. Boulogne (remplace Privas, ville protestante, depuis 1629) ;
4. Largentière ;
5. Joyeuse ;
6. Annonay ;
7. Montlaur (remplace Aubenas depuis la révolte populaire de 1670) ;
8. Bourg-Saint-Andéol.

### Baillis d'épée du Vivarais et du Valentinois
La charge de bailli d'épée du Vivarais et du Valentinois était presque entièrement militaire. Elle donnait le commandement de la noblesse dans les limites de ce bailliage qui comprenait autrefois le Vivarais et la partie du Dauphiné formant l'ancien domaine des comtes de Valentinois et de Diois. La justice s'y rendait au nom du bailli. En voici la liste :
- Guillaume du Moulin, chevalier, 1248
- Henry de Montdragon, 1288
- Raimond de Bachevilliers, 1314
- Pierre de Baux d'Orange, 1322
- Bertrand de Barbette, 1340
- Guillaume de Ledra, chevalier, 1344
- Gaston de Gaste, chevalier, 1404
- Guichard de Marzé, chevalier, chambellan du Roi, 1414
- Henry de Péquelin, chevalier, 1416
- Bermond du Cailar, chevalier, 1417
- Pierre de Solminiac, chevalier, 1421
- Jacques de Charrier, écuyer, 1424 et 1426
- Étienne de Nogaret, 1424
- Gui de Forcade, écuyer, 1425
- Guillaume Bastard, écuyer, 1426
- Mahin de Lévis, chambellan du Roi, 1432
- Pierre de Chanaleilles, chevalier, seigneur de Vals et du Pin, 1425 et 1435
- Robinet de Blarges, damoiseau, 1429
- Martin Garciani, damoiseau, écuyer du Roi, 1440
- Thomas Alberti, damoiseau, seigneur de Boussargues, 1447
- Claude de Chateauneuf, seigneur de Joyeuse, 1455
- Louis de Taulignan, baron de Barrès, chevalier, 1458
- Charles Astarce, seigneur de Pierrelate, 1461
- Jean d'Apchier, 1465
- Beraud, dauphin d'Auvergne, seigneur de Combronde, 1426
- Jean de Lagardette, chevalier, 1484
- Just comte de Tournon,
- Jacques de Grimoard, comte du Roure,
- Georges comte de Vogué
- Melchior comte de Vogué
- etc.

Paul d'Albigny dans sa notice « Baillis Royaux du Vivarais et Baillis d'épée » donne des variantes de cette liste.

### Révolte de Roure
Entre avril et juillet 1670, une révolte antifiscale éclate dans la région d'Aubenas. Elle est menée par Antoine du Roure, propriétaire terrien ayant servi dans l'armée royale.
La rumeur d'un nouvel édit, qui devrait avoir un fort impact sur l'ensemble de la population après un hiver très rigoureux, accompagné de la mise en place réelle d'un impôt concernant les auberges, déclenche les exactions populaires.
Fin mai, Roure et ses troupes, comprenant plusieurs milliers d'hommes, prend Villeneuve-de-Berg, puis Aubenas. Une trêve négociée par le comte de Vogüé n'aboutit qu'à une confirmation par le roi des édits promulgués. Louis XIV envoie contre les révoltés des troupes d'élite (mousquetaires - dont le capitaine-lieutenant d'Artagnan , dragons, gardes françaises, maison du roi) qui écrasent la troupe paysanne, et organisent la répression dans toute la région.
Le pardon royal tombe le 30 août 1670, en excluant les meneurs (Antoine du Roure est roué vif en octobre à Montpellier) et cinq communes vivaraises, qui perdent leurs murailles, leurs cloches et clochers, ainsi que leurs consuls : Ailhon, Aubenas, Lachapelle-sous-Aubenas, Lavilledieu et Vogüé.

### La représentation du Vivarais aux États généraux de 1789
Du 29 mars au 1er avril 1789, les trois ordres réunis sur ordre du Roi à la sénéchaussée de Villeneuve-de-Berg ratifient et signent les cahiers de doléances, fixent la rémunération des députés et procèdent à l’élection de ceux-ci. Les députés du sud du Vivarais sont :
- pour la noblesse : Cérice-François-Melchior, comte de Vogüé et Emile-Henry-Alexandre de Launay, comte d’Antraigues. Suppléants : le marquis de Jovyac et le baron de Pampelonne.
- pour le clergé : l’abbé Chouvet, curé de Chomérac et comme suppléant l’abbé de Pampelonne archidiacre de la cathédrale Saint-Vincent de Viviers.
- pour le tiers-état : Jean-André Espic, avocat à Aubenas, Noël-Joseph Madier de Montjau, maire de Bourg-Saint-Andéol, Pierre Dubois-Maurin, conseiller du roi à Jaujac, Pierre-Simon Defrance, avocat à Privas et deux suppléants : Jean-Baptiste Louis Vacher avocat à Vesseaux et Gérard, baron de Montfoy à Privas.

Parallèlement à la sénéchaussée d'Annonay se déroulent les mêmes opérations. Les élus du nord du Vivarais sont :
- pour la noblesse : Charles-François-Antoine Dufaur de Saint-Silvestre, marquis de Satillieu (1752 - 1818),
- pour le clergé : le P. Jacques-Antoine Dode (1746 - 1802), curé de Saint-Péray,
- pour le tiers-état : François-Antoine de Boissy d'Anglas (1756 - 1826), avocat et Charles Claude Ange Monneron (1735-1799). Un suppléant est également élu : François-Jérôme Riffard de Saint-Martin (1745-1814).

En décembre 1789, une assemblée générale se tient à Privas.

### Du Vivarais à l'Ardèche
Un député de la sénéchaussée d'Annonay proposa à la Constituante un plan tendant à séparer le Bas-Vivarais du Haut-Vivarais et d'unir celui-ci au Velay pour former un département. En réaction, plusieurs villes envoyèrent à la Constituante des protestations afin que l'unité du Vivarais fût garantie. Villeneuve-de-Berg rappelait notamment : « considérant que le Vivarais est assez d'étendue et de population pour former un département particulier, distinct et séparé, puisque sa surface est de 350 lieues carrées et sa population de plus de 300 000 âmes […], estime […] qu'il serait de toute injustice de morceler un pays que la nature s'est plu à séparer elle-même des autres pays, pour favoriser à son détriment un autre département […] ; cela serait contraire au vœu que les habitants du Haut-Vivarais ont manifesté à l'Assemblée extraordinaire, tenue dans le Bas-Vivarais, à Privas ». Le Haut-Vivarais était cependant très mécontent de la nouvelle organisation, d'autant que ni Saint-Agrève ni Le Cheylard n'avaient été retenus comme chefs-lieux de district. Toutefois, les avis étaient fort divergents, et bien que de nombreux représentants du Haut-Vivarais eussent demandé à faire partie du département du Velay, futur département de la Haute-Loire, la localité de Pradelles protesta parce qu'elle était rattachée à ce département. Le 5 janvier, le conseil de la commune envoya en vain à la Constituante une motion disant : « C'est avec douleur que nous apprenions que messieurs les députés du Velay cherchent à faire comprendre dans le département qu'ils sollicitent la région de Pradelles et qu'ils s'étayent d'une délibération prise par le conseil politique de cette ville comme manifestant le vœu général des citoyens sur un démembrement du Vivarais. Il a été unanimement délibéré à l'assemblée du 5 janvier de révoquer toute délibération qui n'énoncerait pas le vœu des citoyens de Pradelles réunis en assemblée générale et de solliciter les députés du Bas-Vivarais, pour que Pradelles fasse partie de leur département ».
En définitive, mis à part la cession au Velay des dix communes de la viguerie — et futur canton — de Pradelles, le Vivarais conserva son unité et constitua le département de l'Ardèche.

## Personnalités du Vivarais
Considérant qu'il existe une réelle continuité entre le Vivarais et le département de l'Ardèche, nous admettrons que toutes les personnalités qui ont honoré ces territoires peuvent être regroupées sans discrimination :
- Pierre Flandin, référendaire du pape, cardinal-diacre de Saint-Eustache (décès en 1381) ;
- le cardinal François de Tournon ;
- Pierre Davity ;
- Noël Albert ;
- Placide Astier, scientifique et homme politique ;
- Olivier de Serres ;
- Charles Auguste de La Fare ;
- Augustin Barruel ;
- Antoine Court ;
- Jean-Louis Richard (de Maisonneuve) ;
- Louis Gabriel Suchet, Maréchal de France ;
- Le cardinal de Bernis ;
- Marie Durand et Pierre Durand ;
- les frères Montgolfier ;
- Barthélémy Barou de La Lombardière de Canson ;
- Charles de Foucauld de Pontbriand, ermite et mystique, ordonné prêtre à Viviers, béatifié en 2004 ;
- Marc Seguin ;
- François-Antoine de Boissy d'Anglas ;
- Dom Augustin de Lestrange ;
- le comte d'Antraigues ;
- Jean-Louis Giraud-Soulavie ;
- Honoré Flaugergues ;
- Auguste Bravais ;
- Paul Mathieu Laurent ;
- Louis Léopold Ollier ;
- Louis Georges Gouy ;
- Jules Ollier de Marichard ;
- Léopold Chiron ;
- Charles Seignobos ;
- Albert Flory ;
- Gaston Riou ;
- Léon Barry ;
- Marie-Joseph Canteloube ;
- le duc Anne de Joyeuse ;
- le cardinal Francois de Joyeuse ;
- Henri de Joyeuse ;
- Madame de Vivarais, sœur d'Augustin de Ferriol d'Argental , abbesse du couvent des Clarisses à Annonay ;
- Vincent d'Indy ;
- Xavier Vallat ;
- Gabriel Faure ;
- Jean Chièze ;
- Antoine Maurice Tardy de Montravel ;
- Louis de Montravel ;
- Charles-Jean-Melchior de Vogüé auteur de Une famille Vivaroise, académicien (18e fauteuil) ;
- Eugène-Melchior de Vogüé de l'Académie française (39e fauteuil) ;
- Fred Mella ;
- Gustave Thibon ;
- Victor-Scipion-Charles-Auguste de La Garde de Chambonas ;
- l'abbé Tauleigne[9] ;
- Jos Jullien ;
- Charles Forot ;
- François-Désiré Bancel:
- François André ;
- Maurice Grimaud ;
- Roger Ferlet ;
- Albin Mazon, mémoire du Vivarais à la fin du XIXe siècle, auteur de nombreuses notices et voyages qui sont toujours d'actualité et dont le fonds d'archives se trouve aux archives départementales de l'Ardèche à Privas ;

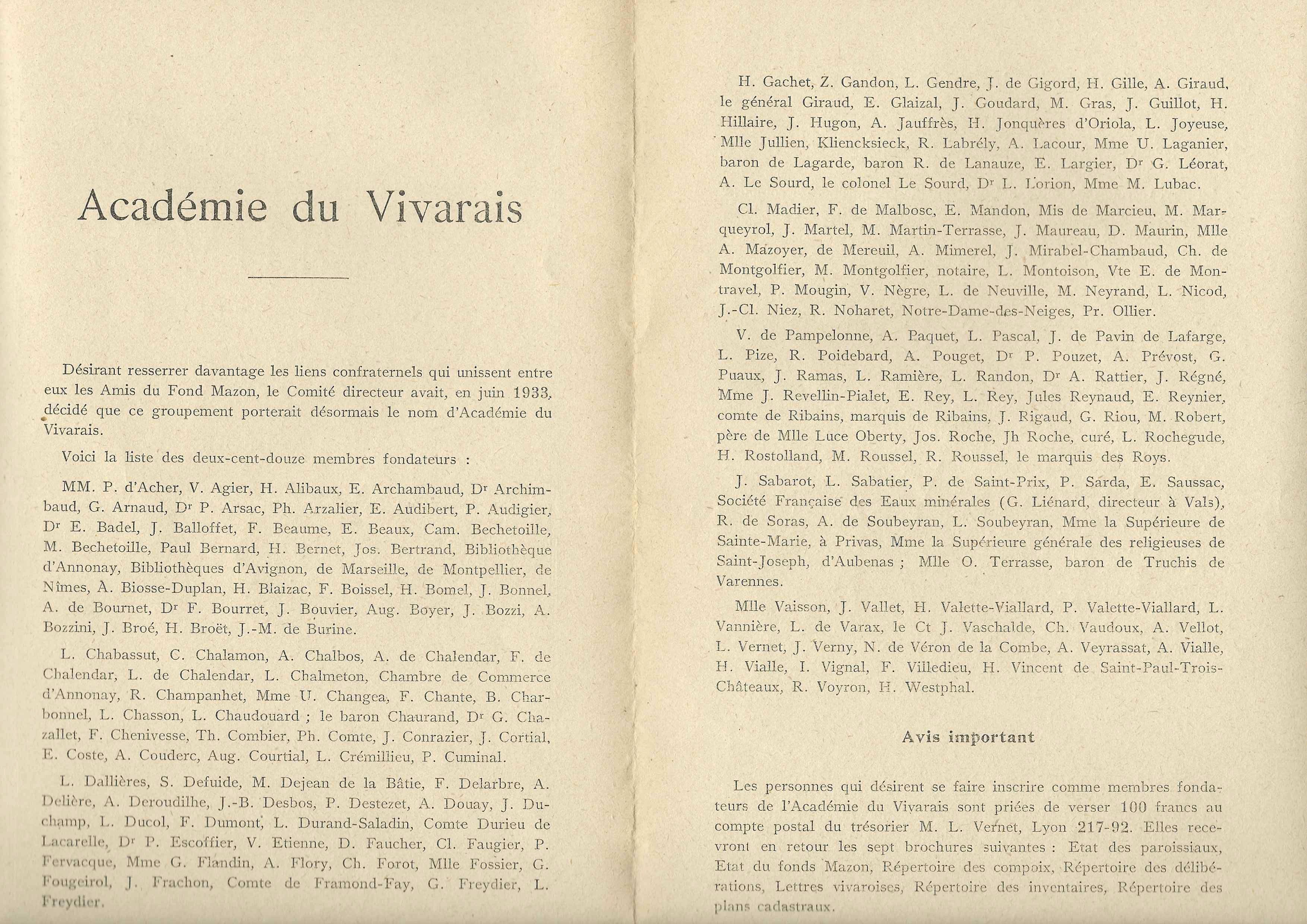
Académie du Vivarais

- Ovide Jossoin de Valgorge ;
- Jacques Trémolin ;
- Jules Froment (prêtre) ;
- Robert Saint-Jean ;
- Michel Carlat ;
- Marc Ladreit de Lacharrière.
- Jean-Jacques Salgon

## Culture et patrimoine
À la faveur du courant régionaliste qui s'est développé à la fin du XIXe siècle et au début du XXe siècle, de nombreuses organisations ont pris naissance sous l'impulsion de personnalités comme Jean Régné (1883-1954) qui créa en 1933 l'Académie du Vivarais.

### Festival International de folkloreCultures et Traditions du Monde
Depuis 1977, Empi et Riaume (groupe d'arts et tradition du Dauphiné et du Vivarais) organise le Festival International de Folklore Cultures et Traditions du Monde, qui réunit chaque année, durant la première quinzaine de juillet des groupes traditionnels venus du monde entier, à Romans-sur-Isère. L'événement, reconnu par le CIOFF mobilise de nombreux bénévoles durant toute l'année et attire des milliers de spectateurs venus de toute la France.